# 小川功 (経営学者)
小川 功（おがわ いさお、1945年 - ）は、日本の経営学者。研究領域は、主に日本近代における企業経営史。滋賀大学名誉教授。跡見学園女子大学マネジメント学部観光マネジメント学科教授。

## 経歴
1945年に疎開先であった滋賀県神崎郡五個荘町に生まれ、兵庫県神戸市で育った。
1968年に神戸大学経営学部を卒業して、日本生命保険に入った。日本生命では、観光業等への投融資に関わる業務を長く担当し、財務審査部部長補佐、社史編さん室長、ニッセイ基礎研究所産業調査部長などを歴任した。
1993年、滋賀大学経済学部教授となり、ファイナンス市場、日本経営史を担当した。2003年には、「企業破綻と金融破綻：負の連鎖とリスク増幅のメカニズム」により、九州大学から博士（経済学）を取得した。2007年には、跡見学園女子大学マネジメント学部観光マネジメント学科教授に転じた。
また、この間に、鉄道史学会会長なども務めた。

## おもな著書
- 民間活力による社会資本整備、鹿島出版会、1987年
- 企業破綻と金融破綻：負の連鎖とリスク増幅のメカニズム、九州大学出版会、2002年
- 虚構ビジネス・モデル：観光・鉱業・金融の大正バブル史、日本経済評論社、2009年
- 観光デザインとコミュニティデザイン：地域融合型観光ビジネスモデルの創造者〈観光デザイナー〉、日本経済評論社、2014年
- 非日常の観光社会学：森林鉄道・旅の虚構性、日本経済評論社、2017年